# مايك شولتز
مايك شولتز (بالإنجليزية: Mike Schultz)‏ هو لاعب كرة قاعدة أمريكي، ولد في 28 نوفمبر 1979 في فان نويس في الولايات المتحدة.

## وصلات خارجية
- مايك شولتز على موقع دوري كرة القاعدة الرئيسي (الإنجليزية)
- مايك شولتز على موقع الدوري الياباني لكرة القاعدة (الإنجليزية)
- مايك شولتز على موقعبيزبول رفرنس.كوم (الدوري الرئيسي) (الإنجليزية)
- مايك شولتز على موقعبيزبول رفرنس.كوم (الدوري الثانوي) (الإنجليزية)
- مايك شولتز على موقع إي إس بي إن.كوم (أم.أل.بي) (الإنجليزية)
- مايك شولتز على موقع مشجعي الرسوم البيانية (الإنجليزية)